# Five Nights at Freddy's AR: Special Delivery
Five Nights at Freddy's: Special Delivery era un videogioco survival horror della saga Five Nights at Freddy's, realizzato in realtà aumentata, pubblicato il 22 novembre 2019 e ritirato il 14 marzo 2024. È uno spin-off della serie Five Nights at Freddy's, che si svolge circa dopo gli eventi di Five Nights at Freddy's: Help Wanted.

## Trama
Il gioco inizia con una semplice premessa: iscriversi al Fazbear Funtime Service in modo che "non sarai mai più solo". Ma quando la storia inizia a svolgersi, i giocatori si renderanno conto che potrebbero essersi iscritti per più di quanto si aspettassero. Animatroni malfunzionanti vengono consegnati a casa loro per una serie di incontri spaventosi. La posta in arrivo fornisce molti suggerimenti per affrontare questo problema, oltre ad alcune e-mail, che non devono essere inviate al giocatore. Una serie di e-mail racconta di un uomo di nome Luis che cerca di informare una donna, Ness (Vanessa, la protagonista di Help Wanted), di segnalazioni di bandiere rosse innescate dalle sue parole di ricerca offensive e dannose. Le e-mail potrebbero suggerire che è sotto il controllo di Glitchtrap, l'antagonista di Help Wanted, che pianifica uno dei suoi piani malevoli. Un'altra serie di e-mail parla di dipendenti della Fazbear Entertainment che lavorano sui precedenti animatroni per scansionare i loro circuiti per il loro utilizzo in Help Wanted e progettare i circuiti degli animatroni nel gioco attuale. Si parla di un virus che si diffonde dai circuiti, per lo più si presume essere Glitchtrap.

## Modalità di gioco
Al giocatore saranno inviati a casa una serie di animatroni, il cui arrivo può essere percepito dal rumore del suono al campanello. Il primo sarà Freddy Fazbear. Successivamente arriveranno una serie di animatroni casuali. Il giocatore dovrà proteggersi, seguendo le istruzioni di un tutorial, usando la torcia per individuarli e il sistema di shock elettrico nel caso si avvicinino troppo. Questi strumenti tuttavia consumano energia, quindi il giocatore dovrà usarli con parsimonia. Una volta che il giocatore riesce a fulminare l'animatrone, egli entrerà a far parte del suo negozio, dove il giocatore potrà migliorarlo con dei pezzi di ricambio (ottenuti dalle vittorie) o inviarlo verso altri giocatori. Ci sarà inoltre un minigame extra nel quale il giocatore dovrà raccogliere del remnant chiaro (che potrà essere usato per migliorare gli animatroni) usando la torcia, evitando però il remnant oscuro. Prendere troppo remnant oscuro causerà l'arrivo ed il conseguente jumpscare di Shadow Bonnie. Il giocatore potrà inoltre ricevere delle mail da Fazbear Entertainment, alcune delle quali danno consigli per il gameplay, mentre altre svelano di più sulla trama.

## Sviluppo
Scott Cawthon annunciò il gioco in un post di Steam l'8 agosto 2019, dichiarando che ci stava lavorando con la compagnia Looking Glass (la futura Illumix). A settembre un utente di Reddit ha iniziato a dare informazioni su FNaF: AR. Il 6 settembre è stato pubblicato un teaser trailer sull'account ufficiale della compagnia Illuminix, la cui descrizione conteneva un link per il sito web del gioco. Il 13 settembre fu pubblicato un altro trailer, che ha rivelato il titolo del gioco come Special Delivery. Sono stati inoltre pubblicati diversi teaser sul gioco, che hanno rivelato le meccaniche principali del gioco.
L'uscita era prevista per l'ottobre del 2019 ma fu rimandata a Novembre prima del giorno del ringraziamento.
Il gioco ha ricevuto in seguito vari aggiornamenti, spesso per celebrare delle festività come Natale, Pasqua e Halloween.
Il 1º febbraio 2024, tramite un post di Reddit, Illumix ha annunciato la rimozione del gioco da tutti gli store per il giorno seguente e la chiusura definitiva dei server per il 14 marzo.